# 凝着摩耗
凝着摩耗とは真実接触する粗さの突起の凝着部分が破壊されることによる摩耗で、滑り摩耗ともよばれる．凝着摩耗は、材料同士の凝着部がせん断されるときに、その一部が破断され、摩擦粒子として発生する。 

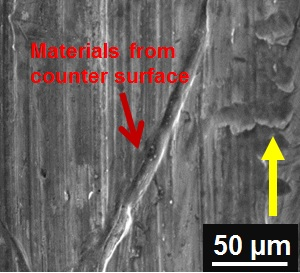
Al合金に対して滑る52100鋼サンプルの接着摩耗（転写材料）のSEM顕微鏡写真。 （黄色の矢印はスライド方向を示します）

接着摩耗とも呼び、摩擦接触中に表面間で見られ、一般に、ある表面から別の表面への摩耗破片と材料化合物の望ましくない変位と付着を指し   次の2つの粘着摩耗タイプで区別できる。 

1. 接着摩耗は、相対的な動き、「直接接触」、および塑性変形によって引き起こされ、摩耗破片と、ある表面から別の表面への物質移動を引き起こす
2. 粘着性の粘着力は、2つの表面が測定可能な距離だけ離れていても、実際の材料の移動の有無にかかわらず、2つの表面を保持

一般に、2つの物体が互いに滑ったり、互いに押し込まれたりすると、材料の移動が促進され、接着剤の摩耗が発生するがこれは、表面層内の非常に小さな破片の塑性変形として説明でき   各表面に見られるアスペリティまたは微視的な高点（ 表面粗さ ）は、原子間の強力な接着力により、酸化物の破片が引き離されて他の表面に追加される方法の厳しさに影響するがこれは相対運動中の凹凸の間のプラスチックゾーンにエネルギーが蓄積するためである。 
メカニズムのタイプと表面引力の振幅は異なる材料間で異なるが、「表面エネルギー」の密度の増加によって増幅され ほとんどの固体は、接触するとある程度付着。 しかし、自然に発生する酸化膜、潤滑剤、汚染物質は一般に付着を抑制し 、表面間の自発的な発熱化学反応は一般に吸収種のエネルギー状態が低い物質を生成。 
接着剤の摩耗は、粗さの増加と元の表面上に突起（つまり、しこり）の作成につながる可能性があり 工業製造ではかじりと呼ばれ、最終的に酸化表面層を破り、下にあるバルク材料につながり、より強い接着と塊の周りの塑性流動の可能性を高める。 

## 参照資料
1. ↑  Rabinowicz, E. (1995).
2. ↑  Stachowiak, G. W., and A. W. Batchelor (2005).
3. 1 2  Glaeser, W. A., Ed. (1993).